# Provincia di Sefrou
La provincia di Sefrou è una delle province del Marocco, parte della Regione di Fès-Meknès.

## Geografia antropica

### Suddivisioni amministrative
La provincia di Sefrou conta 5 municipalità e 17 comuni:

#### Municipalità
- Bhalil
- El Menzel
- Imouzzer Kandar
- Ribate El Kheir
- Sefrou

#### Comuni
- Adrej
- Ahl Sidi Lahcen
- Ain Cheggag
- Ain Timguenai
- Ait Sebaa Lajrouf
- Azzaba
- Bir Tam Tam
- Dar El Hamra
- Ighzrane

- Kandar Sidi Khiar
- Laanoussar
- Mtarnagha
- Oulad Mkoudou
- Ras Tabouda
- Sidi Youssef Ben Ahmed
- Tafajight
- Tazouta